# Noriaki Sanenobu
Noriaki Sanenobu (実信 憲明 Sanenobu Noriaki?), född 7 maj 1980 i Hiroshima prefektur, är en japansk före detta fotbollsspelare.
Sanenobu började sin karriär 2003 i SC Tottori (Gainare Tottori). Han spelade 327 ligamatcher för klubben. 2014 flyttade han till Matsue City FC. Han avslutade karriären 2017.